# 1991 год в спорте
Список 1991 год в спорте описывает спортивные события, произошедшие в 1991 году.

## СССР/Россия
- Летняя Спартакиада народов СССР 1991.
  - Бокс на летней Спартакиаде народов СССР 1991.
  - Волейбол на летней Спартакиаде народов СССР 1991 — мужчины.
- Чемпионат СССР по боксу 1991.
- Чемпионат СССР по международным шашкам среди мужчин 1991.
- Чемпионат СССР по русским шашкам 1991.
- Чемпионат СССР по самбо 1991.
- Чемпионат СССР по хоккею с мячом 1990/1991.
- Первенство СНГ по хоккею с мячом среди команд первой лиги 1991/1992.
- Расформирован женский баскетбольный клуб «Буревестник» (Ленинград).

### Волейбол
- Чемпионат СССР по волейболу среди женщин 1990/1991.
- Чемпионат СССР по волейболу среди мужчин 1990/1991.
- Открытый чемпионат СНГ по волейболу среди мужчин 1991/1992.
- Чемпионат СССР по волейболу среди женщин 1991/1992.

### Футбол
- Кубок СССР по футболу 1990/1991.
- Кубок СССР—СНГ по футболу 1991/1992.
- Чемпионат Латвийской ССР по футболу 1991.
- Чемпионат СССР по футболу 1991.
- ФК «Спартак» Москва в сезоне 1991.
- Созданы женские клубы:
  - «Бобруйчанка».
  - «Русь».
- Созданы мини-футбольные клубы:
  - «Дина».
  - «Локомотив» (Харьков).
  - «Строитель» (Новоуральск).
  - УПИ.
  - «Уралмаш-М».
  - «Челябинец».
- Созданы клубы:
  - «Азери».
  - «Азнефтьяг».
  - «Академия» (Тольятти).
  - «Анжи Бекенез».
  - «Галакс».
  - «Гатчина».
  - «Горняк» (Грамотеино).
  - «Динамо» (Кемерово).
  - «Динамо» (Тула).
  - «Жемчужина» (Будённовск).
  - «Жемчужина-Сочи».
  - «Изумруд-Нефтяник».
  - «Кинотавр».
  - «Луки-СКИФ».
  - «Машъал».
  - «Металлург» (Рустави).
  - «Молдова» (Боросений Ной).
  - «Нефтехимик» (Кременчуг).
  - «Нефтехимик» (Нижнекамск).
  - «Обнинск».
  - «Олимпия» (Лиепая).
  - «Олимпия» (Рига).
  - «Олком».
  - «Прометей» (Днепродзержинск).
  - «Ритм» (Алексеевка).
  - «Сатурн» (Раменское).
  - «Сатурн-1991».
  - «Сконто».
  - «Сперанца» (Ниспорены).
  - «Спикул».
  - «Старко».
  - «Таллинна Садам».
  - «Титан» (Клин).
  - «Торпедо» (Мытищи).
  - «Униспорт-Авто».
  - «Чирагкала».
  - «Электрон» (Вятские Поляны).
  - «Якутия».
- Расформированы клубы:
  - «Вулкан».
  - «Звейниекс».
  - «Светотехника».

### Хоккей с шайбой
- Чемпионат СССР по хоккею с шайбой 1990/1991.
- Чемпионат СНГ по хоккею с шайбой.
- Создан клуб «Энергия» (Электренай).

### Шахматы
- Чемпионат СССР по шахматам 1991.

## Международные события
- Кубок Кремля 1991.
  - Кубок Кремля 1991 в одиночном разряде.
  - Кубок Кремля 1991 в парном разряде.
- Средиземноморские игры 1991.
- Зимняя Универсиада 1991.

### Чемпионаты Европы
- Чемпионат Европы по бейсболу 1991.
- Чемпионат Европы по конькобежному спорту 1991.
- Чемпионат Европы по фигурному катанию 1991.

### Чемпионаты мира
- Чемпионат мира по академической гребле 1991.
- Чемпионат мира по биатлону 1991.
- Чемпионат мира по борьбе 1991.
- Чемпионат мира по дзюдо 1991.
- Чемпионат мира по конькобежному спорту в классическом многоборье 1991.
- Чемпионат мира по конькобежному спорту в классическом многоборье среди женщин 1991.
- Чемпионат мира по лёгкой атлетике 1991.
  - Чемпионат мира по лёгкой атлетике 1991 — прыжок в длину (мужчины).
- Чемпионат мира по международным шашкам среди женщин 1991.
- Чемпионат мира по фигурному катанию 1991.

### Баскетбол
- Европейская лига ФИБА 1991/1992.
- Кубок чемпионов ФИБА 1990/1991.
- Чемпионат Европы по баскетболу 1991.
- Чемпионат мира по баскетболу среди ветеранов 1991.

### Волейбол
- Волейбол на Панамериканских играх 1991.
- Кубок европейских чемпионов по волейболу среди женщин 1990/1991.
- Кубок европейских чемпионов по волейболу среди женщин 1991/1992.
- Кубок мира по волейболу среди женщин 1991.
- Кубок мира по волейболу среди мужчин 1991.
- Мировая лига 1991.
- Чемпионат Азии по волейболу среди женщин 1991.
- Чемпионат Азии по волейболу среди мужчин 1991.
- Чемпионат Африки по волейболу среди женщин 1991.
- Чемпионат Африки по волейболу среди мужчин 1991.
- Чемпионат Европы по волейболу среди женщин 1991.
- Чемпионат Европы по волейболу среди женщин 1991 (квалификация).
- Чемпионат Европы по волейболу среди мужчин 1991.
- Чемпионат Европы по волейболу среди мужчин 1991 (квалификация).
- Чемпионат мира по волейболу среди женских клубных команд 1991.
- Чемпионат мира по волейболу среди мужских клубных команд 1991.
- Чемпионат Северной, Центральной Америки и Карибского бассейна по волейболу среди женщин 1991.
- Чемпионат Северной, Центральной Америки и Карибского бассейна по волейболу среди мужчин 1991.
- Чемпионат Южной Америки по волейболу среди женщин 1991.
- Чемпионат Южной Америки по волейболу среди мужчин 1991.

### Снукер
- British Open 1991.
- Dubai Classic 1991.
- European Open 1991.
- Irish Masters 1991.
- Mercantile Credit Classic 1991.
- Pot Black Cup 1991.
- Гран-при 1991.
- Мастерс 1991.
- Официальный рейтинг снукеристов на сезон 1990/1991.
- Официальный рейтинг снукеристов на сезон 1991/1992.
- Чемпионат Великобритании по снукеру 1991.
- Чемпионат мира по снукеру 1991.

### Футбол
- Матчи сборной СССР по футболу 1991.
- Кубок европейских чемпионов 1990/1991.
- Кубок европейских чемпионов 1991/1992.
- Кубок Либертадорес 1991.
- Кубок обладателей кубков УЕФА 1991/1992.
- Кубок чемпионов КОНКАКАФ 1991.
- Кубок обладателей кубков УЕФА 1990/1991.
- Кубок обладателей кубков УЕФА 1991/1992.
- Международный футбольный кубок 1991.
- Финал Кубка европейских чемпионов 1991.
- Финал Кубка обладателей кубков УЕФА 1991.
- Чемпионат мира по футболу среди женщин 1991.

### Хоккей с шайбой
- Драфт НХЛ 1991.
- Кубок Канады 1991.
- Матч всех звёзд НХЛ 1991.
- НХЛ в сезоне 1990/1991.
- НХЛ в сезоне 1991/1992.
- Суперсерия 1990/1991.
- Чемпионат мира по хоккею с шайбой 1991.

### Шахматы
- Линарес 1991.
- Матч за звание чемпионки мира по шахматам 1991.

## Моторные виды спорта
- Формула-1 в сезоне 1991.

## Персоналии

### Родились
- 15 января — Зубайра Тухугов, боец смешанных единоборств, чемпион Европы по версии Fight Night.
- 20 января — Полона Херцог, словенская профессиональная теннисистка.
- 29 января — Бувайсар Пасхаев, российский кикбоксер.
- 21 апреля — Макс Чилтон, британский автогонщик, пилот Формулы-1.
- 25 апреля — Якуб Шамилов, российский чеченский дзюдоист.
- 16 мая — Григор Димитров, болгарский профессиональный теннисист.
- 12 июля — Пабло Карреньо Буста, испанский профессиональный теннисист.
- 16 июля — Ибрагим Чужигаев, российский самбист и боец смешанных единоборств.
- 5 августа — Эстебан Гутьеррес, мексиканский автогонщик, пилот Формулы-1.
- 11 августа — Кристиан Тельо, профессиональный испанский футболист, нападающий.
- 31 августа — Антониу Феликс да Кошта, португальский автогонщик.
- 23 сентября — Мелани Уден, американская профессиональная теннисистка французского происхождения.
- 6 декабря — Коко Вандевеге, американская профессиональная теннисистка фламандского происхождения.
- 25 декабря — Магомед Магомедов, российский боец смешанных единоборств, обладатель кубка мира по ушу-саньда и кик-джитсу, победитель Олимпиады боевых искусств по рукопашному бою, чемпион России и Европы.
- 31 декабря
  - Камила Джорджи, итальянская профессиональная теннисистка.
  - Бояна Йовановски, сербская профессиональная теннисистка.

### Скончались
- 7 мая — Франко Д’Аттома (1923—1991), итальянский спортивный менеджер и предприниматель, президент футбольного клуба Перуджа.